# Heterotis niloticus
Heterotis niloticus е вид лъчеперка от семейство Arapaimidae, единствен представител на род Heterotis.

## Разпространение
Видът е разпространен в Бенин, Буркина Фасо, Гамбия, Гана, Гвинея, Гвинея-Бисау, Египет, Етиопия, Камерун, Кения, Кот д'Ивоар, Мали, Нигер, Нигерия, Сенегал, Чад и Южен Судан.